# Game Composites GB1 GameBird
Il GB1 GameBird è un aereo acrobatico bimotore ad ala bassa, prodotto dall'azienda britannica Game Composites.

## Storia del progetto

### Sviluppo
Il GB1 è stato progettato da Philipp Steinbach, un progettista di aerei tedesco, che non essendo un ingegnere aeronautico, si è avvalso dell'aiuto di due ingegneri aeronautici, Jing Dai e Robert Finney, per portare a compimento il suo progetto. La progettazione del velivolo è stata avviata nel Regno Unito dall'azienda Game Composites Limited di Londra.

### Tecnica
Il GameBird è un monoplano a sbalzo biposto in tandem con fusoliera in materiali compositi, dotato di ala bassa e un carrello di atterraggio convenzionale fisso con un ruotino di coda orientabile.
Per quanto riguarda la propulsione, il velivolo è alimentato da un motore a pistoni Lycoming AEIO-580-B1A da 303 cavalli (226 kW), che gli permette di raggiungere una velocità massima di 433 km/h.
Il prototipo GameBird ha volato per la prima volta il 15 luglio 2015.
Il 12 aprile 2017, il GameBird ha ricevuto la certificazione dalla European Aviation Safety Agency nella categoria CS-23 Aerobatic. Il 29 agosto 2017 ha ricevuto la certificazione dalla US Federal Aviation Administration nella categoria FAR 23.
Al 26 settembre 2021, negli Stati Uniti risultavano registrati 32 GB1.

## Utilizzatori
Cile
- Fuerza Aérea de Chile

7 GB1 ordinati all'inizio di febbraio 2019 e consegnati tra il luglio ed il dicembre dello stesso anno.
 Perù
- Fuerza Aérea del Perú

2 GB1 ordinati a fine agosto 2024. Primo esemplare consegnato a novembre 2024.

## Velivoli comparabili
- Extra 300
- Mudry CAP 230
- MX Aircraft MX2
- Pitts Special
- Corvus Racer 540
- XtremeAir Sbach 342 (XA 42)
- Zivko Edge 540
- Zlín Z 50